# گودبردارها
گودبَردارها (نام علمی: Fodiator) نام یک سرده از تیره پرنده‌ماهی است.